# فهد الميع
فهد دهيسان اللميع سياسي كويتي ، نائب رئيس مجلس الأمة الأسبق خلال الفترة 1 يونيو 2008 حتى 17 مارس 2009. 

## السيرة البرلمانية
ترشح لانتخابات مجلس الأمة الكويتي 1992 في الدائرة الثالثة والعشرين، وحصل على المركز الثاني برصيد 1835 صوت وفاز بالانتخابات 
وترشح لانتخابات مجلس الأمة الكويتي 1996 في الدائرة الثالثة والعشرون، وحصل على المركز الثاني برصيد 2356 صوت وفاز بالانتخابات 
وترشح لانتخابات مجلس الأمة الكويتي 1999 في الدائرة الثالثة والعشرون، وحصل على المركز الثاني برصيد 2191 صوت وفاز بالانتخابات 
وفي 14 فبراير 2001 صدر مرسوم بتشكيل الحكومة حيث عُين وزيراً للأشغال العامة ووزيراً للدولة لشؤون الإسكان. 
وترشح لانتخابات مجلس الأمة الكويتي 2003 في الدائرة الثالثة والعشرون، وحصل على المركز الثاني برصيد 2663 صوت وفاز بالانتخابات. 
وترشح لانتخابات مجلس الأمة الكويتي 2008 في الدائرة الخامسة، وفقًا للنتائج الأولية، حصل فهد الميع على المركز الخامس برصيد 14,087 صوتًا. لكن بعد إعادة الفرز والنظر في الطعون الانتخابية، أُعلنت النتائج النهائية التي أظهرت تقدم فهد اللميع إلى المركز الأول بـ 15906 في الدائرة الخامسة ووفقاً لهذا الرقم آنذاك هو الاعلى في العمل الانتخابي منذو نشأت الديمقراطية الكويتية 
هذا التغيير يُعزى إلى قرارات المحكمة الدستورية التي نظرت في الطعون المقدمة بشأن نتائج الانتخابات
. 

## المناصب البرلمانية والسيرة الذاتية
- عضو لجنة الشؤون المالية والاقتصادية.
- عضو لجنة المرتهنين والمحتجزين والمفقودين ورعاية اسر الشهداء.
- عضو لجنة تقصي حقائق الغزو العراقي الغاشم.
- عضو لجنة العرائض والشكاوي.
- رئيس لجنة الداخلية والدفاع من عام 1996 إلى عام 1999 .
- رئيس لجنة الداخلية والدفاع.
- عضو لجنة شؤون الإسكان.
- عضو لجنة المرتهنين والمحتجزين والمفقودين ورعاية اسر الشهداء.
- عضو لجنة العرائض والشكاوي.
- مقرر لجنة التحقيق البرلمانية فيما اثارة سمو ولي العهد ورئيس مجلس الوزراء حول اتصال عضو في أحد السفراء من عام 1999 إلى عام 2003.
- عضو لجنة العرائض والشكاوي.
- رئيس لجنة الداخلية والدفاع.
- عضو لجنة المرتهنين والمحتجزين والمفقودين ورعاية اسر الشهداء.
- عضو ومقرر لجنة شؤون الإسكان.
- مقرر ورئيس لجنة الداخلية والدفاع في دور الانعقاد الثالث للمجلس من عام 2003 إلى عام 2006.
- عضو لجنة الميزانيات والحساب الختامي.
- رئيس لجنة الميزانيات والحساب الختامي في الانعقاد الثاني للمجلس.
- عضو لجنة المرافق العامة.
- عضو اللجنة القانونية لمجلس الوزراء.
- عضو لجنة المخطط الهيكل العام للدولة لمجلس الوزراء.
- نائب رئيس مجلس الأمة بالانتخاب وقد حصل على ثقة أعضاء مجلس الأمة سنة 2008.

## بعض المواقف
أبرز محاور الاستجواب وتفاصيله
موقف وتصريحات فهد الميع
استجواب د. أحمد الربعي (وزير التربية) – فبراير 1995 
مخالفات في جامعة الكويت تتعلق بالإسكان والبعثات والتعاقدات. قدم الاستجواب النائب مفرح نهار المطيري وسط حضور جماهيري كبير .
وقف الميع إلى جانب مقدّم الاستجواب؛ فخلال المناقشة شدّد على ضرورة محاسبة الوزير على تلك التجاوزات. صوّت مع طرح الثقة بالوزير الربعي ، إلا أن المجلس جدد الثقة بالوزير (21 مؤيدًا للثقة مقابل 17 مع طرحها وامتناع 4) .
استجواب الشيخ سعود الناصر الصباح (وزير الإعلام) – يناير 1998 
السماح بعرض كتب ممنوعة في معرض الكتاب الـ22، ما أثار انتقادات نيابية حادة. قدم الاستجواب ثلاثة نواب (محمد العليم، د. وليد الطبطبائي، فهد الخنة) .
أيّد الميع الاستجواب منتقدًا التهاون في تطبيق قانون المطبوعات. شارك بمداخلة شدّد فيها على مسؤولية الوزير السياسية عن المخالفات. وبعد المناقشة، تقدم بعض النواب بطلب طرح ثقة بالشيخ سعود الناصر، لكن الحكومة استقالت قبل جلسة التصويت بيوم واحد مما أنهى الموضوع .
استجواب ناصر الروضان (نائب رئيس الوزراء ووزير المالية) – يوليو 1997 
اتهامات بالتراخي في تنفيذ القوانين والتفريط بأموال الدولة المستحقة، ما عدّه مقدموه (سامي المنيس وأحمد المليفي ومشاري العصيمي) إضرارًا بالمال العام .
شارك الميع في مناقشة الاستجواب، مؤكّدًا أهمية التزام الحكومة بالقوانين المالية وعدم التساهل في تحصيل أموال الدولة. ؛ إذ اكتفى المجلس بالمناقشة دون طرح ثقة بالوزير الروضان ، وهو ما عكس توجّهًا برلمانيًا نحو التهدئة آنذاك.
استجواب أحمد الكليب (وزير العدل والأوقاف) – أبريل 1999 
قضية طباعة مصحف مُحرّف وما صاحبها من إهمال إداري جسيم، إضافة إلى محاور حول التقصير الرقابي وهدر المال العام . قدّم الاستجواب النائب عباس الخضاري.
لعب الميع دورًا بارزًا في هذا الاستجواب الذي أحدث أزمة سياسية. أعلن دعمه الصريح لمحاسبة الوزير الكليب، ووقّع مع نواب آخرين على طلب طرح الثقة بالوزير عقب مناقشة الاستجواب . بلغ عدد الموقعين 10 نواب، مما تجاوز الحد الدستوري. بيد أن سمو الأمير تدخل بحلّ المجلس دستوريًا في 4 مايو 1999 قبل التصويت على طرح الثقة ، لتكون تلك سابقة شهدت استخدام الحل الدستوري لأول مرة .
استجواب د. محمد الجارالله (وزير الصحة) – مارس 2005 
قضايا تتعلق بمحاربة الكفاءات الوطنية في وزارة الصحة وإهدار حقوق الأطباء وتردي الخدمات الصحية . قدّم الاستجواب النائب د. ضيف الله أبورمية واستمر النقاش حوالي 12 ساعة .
ساند الميع هذا الاستجواب بقوة، حيث انتقد سوء الإدارة الصحية واعتبر صحة المواطنين خطًا أحمر. وبعد مناقشة طويلة، كان الميع من ضمن عشرة نواب تقدموا بطلب طرح الثقة بوزير الصحة في جلسة 4 أبريل 2005 . وقد واجه انتقادات من البعض لخطوته هذه، إلا أنه صرّح: «نحن مارسنا حقنا الدستوري في طرح الثقة ولن نرد على الاتهامات» ، مؤكدًا استقلال قراره. على إثر ذلك قبلت استقالة الوزير الجارالله في 11 أبريل 2005 قبل إجراء التصويت الرسمي .
موقف فهد اللميع في لجنة تقصي الحقائق في الغزو العراقي الغاشم
كان من أعضاء لجنة تقصي الحقائق حول الغزو، وقد شارك في أعمال اللجنة التي كانت من أبرز اللجان البرلمانية حساسية وتأثيرًا في تاريخ مجلس الأمة
- عضوية فهد اللميع:
  - كان عضوًا في اللجنة منذ تأسيسها في ديسمبر 1992 حتى تسليم التقرير في أغسطس 1995، أي أن مدة عضويته الكاملة في لجنة تقصي الحقائق كانت تقريبًا سنتين و8 أشهر

وردت له عدة مداخلات في مضابط الجلسات المتعلقة بعرض التقرير النهائي للجنة، ومن أبرز ما قاله:
“لا يمكن أن نمر على هذه الحقبة دون محاسبة سياسية، فدماء الشهداء ودموع الأسرى وخراب الوطن يفرض علينا أن نُسائل المسؤولين عن هذا التقصير”
كما قال أيضًا:
“الشعب الكويتي كان مغيّبًا، ومؤسسات الدولة كانت عاجزة أمام التهديدات العراقية التي كانت تتكرر جهارًا نهارًا. فماذا فعلت الحكومة؟
(المصدر:مضبطة مجلس الأمة، جلسة مناقشة تقرير اللجنة)
- قدّم ضمن اللجنة عدة توصيات أبرزها:
  - إحالة المسؤولين عن فشل التنسيق الأمني والدفاعي إلى القضاء.
  - المطالبة بفتح ملفات النفط والخارجية والدفاع للفترة 1989–1990.
  - إدراج ملف جهاز أمن الدولة ضمن التحقيقات.
- ركز في طرحه على ضرورة عدم طي صفحة المسؤولية السياسية عن الغزو

في مقابلات صحفية آنذاك (نقلتها بعض الصحف مثل “السياسة” و”القبس”)، شدد فهد الميع على أن:“الشعب الكويتي لن يرضى بأن تُنسى هذه الحقبة، والمجلس أمام اختبار تاريخي: إما أن يواجه الحقيقة أو يتواطأ مع التعتيم.

فهد الميع كان عضوًا أساسيًا في اللجنة، وشارك في 96 اجتماعًا عقدتها اللجنة على مدى سنتين و8 أشهر
- بحسب تقارير صحفية نقلت عن مقربين من اللجنة، فقد كان فهد الميع من النواب الذين أصروا على مساءلة الجهات الأمنية تحديدًا
  - موقفه الداعم لتقرير لجنة الفضالة، ورفضه محاولات بعض النواب “تمييع” التقرير، كان من التيار المُطالب بالمحاسبة السياسية الحقيقية آنذاك

شارك النائب فهد دهيسان الميع في صياغتها وتمت الموافقة ، بوصفه عضوًا في اللجنة من عام 1992 حتى 1995، وقد وردت في مقدمة الباب المتعلق بالمسؤولية السياسية:
“تؤكد اللجنة، بعد مراجعة الوثائق والاستماع إلى الشهادات، أن التقصير في الاستعداد لمواجهة الخطر العراقي كان شاملاً ومركبًا، ويتحمّله الجهاز التنفيذي للدولة وعلى رأسه الحكومة. وقد تجلّى هذا التقصير في ضعف تقدير التهديد، وغياب خطط التعبئة والدفاع المدني، وطمأنة الشعب الكويتي دون مبرر. وعليه، فإن اللجنة تُحمّل الحكومة مسؤولية مباشرة عن الإخفاق في حماية البلاد قبل الثاني من أغسطس 1990.”
هذه الفقرة وردت في التقرير النهائي الذي رُفع إلى مجلس الأمة بتاريخ 16 أغسطس 1995، ووقع عليه كل أعضاء اللجنة بمن فيهم:
- صالح الفضالة (رئيس اللجنة)
- أحمد باقر (مقرر اللجنة)
- فهد دهيسان اللميع (عضواً)

وهذه ابرز القرارات التي صدرت من هذه اللجنة 
أولًا: تحميل الحكومة المسؤولية السياسية
“تُحمّل اللجنة الحكومة الكويتية، ممثلة بالقيادة السياسية والتنفيذية، مسؤولية القصور في تقدير نيات النظام العراقي، والتقاعس عن اتخاذ التدابير الوقائية الكفيلة بمنع وقوع الغزو.”
ثانيًا: إدانة جهاز أمن الدولة
“ثبت للجنة أن جهاز أمن الدولة فشل في أداء مهامه الاستخباراتية خلال الفترة السابقة للغزو، سواء على مستوى المعلومات أو الإجراءات، وهو ما ساهم في تفاقم حالة الضعف الداخلي.”
ثالثًا: مسؤولية وزارة الخارجية
“لم تُفعّل وزارة الخارجية التحذيرات الدولية، ولم تبادر بتحريك جهد دبلوماسي فعال لتحذير الرأي العام أو إقناع الحكومة بتصعيد الموقف سياسيًا في المحافل الإقليمية والدولية.”
رابعًا: توصيات بإجراءات قضائية وإدارية
- إحالة بعض المسؤولين إلى النيابة العامة.
- توصية بفتح تحقيق مستقل في ملفات:
  - النفط قبل الغزو.
  - الاتصالات السرية بين أطراف رسمية وجهات عراقية.
  - الأموال العامة التي تم التصرف بها قبل وأثناء الغزو.

خامسًا: توصية بحظر المناصب العليا على المتقاعسين
“ترى اللجنة ضرورة أن يُمنع من تقلّد المناصب القيادية في الدولة مستقبلاً كل من ثبت تقصيره أو تفريطه في واجبه خلال الفترة التي سبقت الغزو.”
سادسًا: اعتماد التقرير والتوقيع
- التقرير وقّع عليه كل أعضاء اللجنة، وبينهم:
  - صالح أحمد الفضالة (رئيسًا)
  - أحمد عبدالعزيز باقر (مقررًا)
  - فهد دهيسان الميع (عضوًا)